# Wybory parlamentarne w Izraelu w 1951 roku
Wybory parlamentarne w Izraelu do Drugiego Knesetu odbyły się 30 lipca 1951.
Oddano 924,885 głosów, w tym ważnych: 687,492. Próg wyborczy wynosił 1%, a więc aby uzyskać miejsce w Knesecie, należało otrzymać minimum 6,874 głosów. Średnio na jedno miejsce przypadło 5,692 głosów.

## Oficjalne wyniki
|  | Partia                                                               | Głosy   | Procent | Mandaty |
|  | -------------------------------------------------------------------- | ------- | ------- | ------- |
|  | Mapai (מפא"י)                                                        | 256,456 | 37.3%   | 45      |
|  | Ogólni Syjoniści (ציונים כלליים)                                     | 111,394 | 16.2%   | 20      |
|  | Mapam (מפ"ם)                                                         | 86,095  | 12.5%   | 15      |
|  | Ha-Poel ha-Mizrachi (הפועל המזרחי)                                   | 46,347  | 6.8%    | 8       |
|  | Herut (חרות)                                                         | 45,651  | 6.6%    | 8       |
|  | Maki (מק"י)                                                          | 27,334  | 4.0%    | 5       |
|  | Partia Progresywna (מפלגה פרוגרסיבית)                                | 22,171  | 3.2%    | 4       |
|  | Demokratyczna Lista Izraelskich Arabów (רשימה דמוקרטית לערביי ישראל) | 16,370  | 2.4%    | 3       |
|  | Agudat Israel (אגודת ישראל)                                          | 13,799  | 2.0%    | 3       |
|  | Sefardyjczycy i Orientalne Społeczności (ספרדים ועדות מזרח)          | 12,002  | 1.8%    | 2       |
|  | Po’alej Agudat Jisra’el                                              | 11,194  | 1.6%    | 2       |
|  | Mizrachi (המזרחי)                                                    | 10,383  | 1.5%    | 2       |
|  | Postęp i Praca (קידמה ועבודה)                                        | 8,067   | 1.2%    | 1       |
|  | Związek Jemeński (התאחדות התימנים)                                   | 7,965   | 1.2%    | 1       |
|  | Rolnictwo i Rozwój (חקלאות ופיתוח)                                   | 7,851   | 1.1%    | 1       |
|  | Razem                                                                | 687,492 | 100,0%  | 120     |

## Posłowie
Posłowie wybrani w wyborach:
| Partia                                  | Posłowie |
| --------------------------------------- | --- |
| Mapai                                   | Zalman Aran, Ammi Asaf, Chajjim Ben Aszer, Dawid Bar-Raw-Haj, Dawid Ben Gurion, Herzl Berger, Akiwa Gowrin, Awraham Herzfeld, Beba Idelson, Dawid Hakohen, Dewora Necer, Dow Josef, Eli’ezer Kaplan, Eli’ezer Liwna, Elijjahu Hakarmeli, Efrajim Taburi, Ada Majmon, Golda Meir, Baruch Azanja, Jisra’el Guri, Żenja Twerski, Josef Sprinzak, Kadisz Luz, Lewi Eszkol, Me’ir Argow, Mordechaj Namir, Mosze Szaret, Bechor-Szalom Szitrit, Perec Naftali, Pinchas Lawon, Re’uwen Feldman, Re’uwen Szeri, Sara Kafrit, Szelomo Lawi, Szemu’el Dajan, Zalman Szazar, Ja’akow Uri, Ja’akow Szimszon Szapira, Jechezkel Hen, Jisra’el Jeszajahu, Jicchak Ben Cewi, Jizhar Smilanski, Jona Kese, Josef Efrati, Ze’ew Szefer |
| Ogólni Syjoniści                        | Awraham Stupp, Batszewa Kacnelson, Ben-Cijjon Harel, Chajjim Ari’aw, Chajjim Boger, Elimelech Rimalt, Ezra Ichilow, George Flasz, Jisra’el Rokach, Nachum Chet, Perec Bernstein, Szalom Zisman, Szimon Beżarano, Szelomo Perlstein, Szoszanna Parsitz, Simcha Baba, Ja’akow Kliwnow, Josef Sapir, Josef Serlin, Zalman Suzajew |
| Mapam                                   | Eli’ezer Peri, Chanan Rubin, Me’ir Ja’ari, Mordechaj Bentow, Ja’akow Chazzan, Ja’akow Riftin, Aharon Zisling, Jisra’el Bar-Jehuda, Mosze Aram, Jicchak Ben Aharon, Dawid Liwszic, Channa Lamdan, Adolf Berman, Mosze Sneh, Rustam Bastuni |
| Ha-Poel ha-Mizrachi                     | Elijjahu-Mosze Ganchowski, Chajjim Mosze Szapira, Micha’el Chazani, Mosze Kelmer, Mosze Unna, Jicchak Refa’el, Josef Burg, Zerach Warhaftig |
| Herut                                   | Arje Altman, Arje Ben Eli’ezer, Binjamin Awni’el, Ester Razi’el-Na’or, Chajjim Landau, Menachem Begin, Ja’akow Meridor, Jochanan Bader |
| Maki                                    | Emil Habibi, Ester Wilenska, Me’ir Wilner, Szemu’el Mikunis, Taufik Tubi |
| Partia Progresywna                      | Awraham Granot, Mosze Kol, Pinchas Rosen, Jizhar Harari |
| Demokratyczna Lista Izraelskich Arabów  | Dżabr Mu’addi, Masad Kassis, Sajf ad-Din az-Zubi |
| Agudat Israel                           | Awraham Deutsch, Szelomo Lorincz, Izaak Meir Lewin |
| Sefardyjczycy i Orientalne Społeczności | Binjamin Sason, Elijjahu Eljaszar |
| Po’alej Agudat Jisra’el                 | Binjamin Minc, Kalman Kahana |
| Mizrachi                                | Dawid-Cewi Pinkas, Mordechaj Nurok |
| Postęp i Praca                          | Salih Hasan Chunajfis |
| Związek Jemeński                        | Szimon Garidi |
| Rolnictwo i Rozwój                      | Faris Hamdan |